# Tschebyschow-Polynom
Tschebyschow-Polynome erster Art {\displaystyle T_{n}(x)} und zweiter Art {\displaystyle U_{n}(x)} sind Folgen orthogonaler Polynome, die bedeutende Anwendungen in der Polynominterpolation, in der Filtertechnik und in anderen Gebieten der Mathematik haben.
Sie sind benannt nach Pafnuti Lwowitsch Tschebyschow, dessen Name in der Literatur auch als Tschebyscheff, Tschebycheff, Tschebyschew, Tschebyschev, Chebyshev oder Chebychev transkribiert wird.
Tschebyschow-Polynome erster Art sind Lösung der Tschebyschow-Differentialgleichung
{\displaystyle \left(1-x^{2}\right)\,y''-x\,y'+n^{2}\,y=0,}
und Tschebyschow-Polynome zweiter Art sind Lösung von
{\displaystyle \left(1-x^{2}\right)\,y''-3x\,y'+n(n+2)\,y=0.}
Beide Differentialgleichungen sind spezielle Fälle der Sturm-Liouvilleschen Differentialgleichung.

## Tschebyschow-Polynome erster Art

### Definition
Die Funktionen
{\displaystyle {\begin{aligned}y_{g}(x)&=1+\sum _{p=1}^{\infty }{\frac {\prod _{k=0}^{p-1}\left(\left(2k\right)^{2}-n^{2}\right)}{(2p)!}}x^{2p}=1+\sum _{p=1}^{\infty }(-1)^{p}{\frac {\prod _{k=0}^{p-1}\left(n^{2}-\left(2k\right)^{2}\right)}{(2p)!}}x^{2p}\\&=1-{n^{2} \over 2!}\,x^{2}+{n^{2}\,\left(n^{2}-4\right) \over 4!}\,x^{4}-{n^{2}\,(n^{2}-4)\,\left(n^{2}-16\right) \over 6!}\,x^{6}\pm \cdots \end{aligned}}}
und
{\displaystyle {\begin{aligned}y_{u}(x)&=x+\sum _{p=1}^{\infty }{\frac {\prod _{k=0}^{p-1}\left(\left(2k+1\right)^{2}-n^{2}\right)}{(2p+1)!}}x^{2p+1}=x+\sum _{p=1}^{\infty }(-1)^{p}{\frac {\prod _{k=0}^{p-1}\left(n^{2}-\left(2k+1\right)^{2}\right)}{\left(2p+1\right)!}}x^{2p+1}\\&=x-{n^{2}-1 \over 3!}\,x^{3}+{\left(n^{2}-1\right)\,\left(n^{2}-9\right) \over 5!}\,x^{5}\mp \cdots \end{aligned}}}
bilden ein Fundamentalsystem für die Tschebyschow-Differentialgleichung.

Tschebyschow-Polynome erster Art der Ordnung 0 bis 5

Für ganzzahlige {\displaystyle n} bricht jeweils eine dieser Reihen nach endlich vielen Gliedern ab, {\displaystyle y_{g}(x)} für gerade und {\displaystyle y_{u}(x)} für ungerade {\displaystyle n}, und man erhält Polynome als Lösung. Mit der Normierung {\displaystyle T_{n}(1)=1} werden diese als Tschebyschow-Polynome {\displaystyle T_{n}(x)} bezeichnet.
Die ersten neun Polynome dieser Art sind:
{\displaystyle {\begin{aligned}T_{0}(x)&=1\\T_{1}(x)&=x\\T_{2}(x)&=2x^{2}-1\\T_{3}(x)&=4x^{3}-3x\\T_{4}(x)&=8x^{4}-8x^{2}+1\\T_{5}(x)&=16x^{5}-20x^{3}+5x\\T_{6}(x)&=32x^{6}-48x^{4}+18x^{2}-1\\T_{7}(x)&=64x^{7}-112x^{5}+56x^{3}-7x\\T_{8}(x)&=128x^{8}-256x^{6}+160x^{4}-32x^{2}+1\\\end{aligned}}}

### Eigenschaften
Rekursionsformeln der Tschebyschow-Polynome:
{\displaystyle T_{n+1}(x)=2x~T_{n}(x)-T_{n-1}(x)}
und
{\displaystyle T_{mn}(x)=T_{m}{\bigl (}T_{n}(x){\bigr )}.}
Ist {\displaystyle T_{n}(x)=\sum _{i=0}^{n}a_{n,i}x^{i}=a_{n,n}x^{n}+\cdots +a_{n,1}x+a_{n,0}} die Darstellung des Tschebyschow-Polynoms, dann gilt für die Koeffizienten:
{\displaystyle a_{n,i}=2a_{n-1,i-1}(x)-a_{n-2,i}}
Für alle geraden {\displaystyle n} ist {\displaystyle a_{n,i}=0} für alle ungeraden Indexe {\displaystyle i} und für alle ungeraden {\displaystyle n} ist {\displaystyle a_{n,i}=0} für alle geraden Indexe {\displaystyle i}.
Mit Hilfe der trigonometrischen Funktionen bzw. der Hyperbelfunktionen sind die Tschebyschow-Polynome darstellbar als
{\displaystyle T_{n}(x)={\begin{cases}\cos \left(n\,\arccos x\right)&{\text{für}}\quad x\in [-1,1]\\\cosh \left(n\,\operatorname {arcosh} (x)\right)&{\text{für}}\quad x>1\\(-1)^{n}\cosh \left(n\,\operatorname {arcosh} (-x)\right)&{\text{für}}\quad x<-1\end{cases}}}
oder
{\displaystyle T_{n}(\cos \theta )=\cos(n\theta )}
und auch
{\displaystyle T_{n}(x)={\frac {{\bigl (}x+{\sqrt {x^{2}-1}}{\bigr )}^{n}+{\bigl (}x-{\sqrt {x^{2}-1}}{\bigr )}^{n}}{2}}}.
Die letzte Formel gilt auch im Fall {\displaystyle \left|x\right|<1}, wenn man komplexe Wurzeln zulässt, bzw.
{\displaystyle T_{n}(x)={\frac {{\bigl (}x+\mathrm {i} {\sqrt {1-x^{2}}}{\bigr )}^{n}+{\bigl (}x-\mathrm {i} {\sqrt {1-x^{2}}}{\bigr )}^{n}}{2}}}
für {\displaystyle x\in \mathbb {R} ,\left|x\right|<1} betrachtet, wobei {\displaystyle \mathrm {i} } die imaginäre Einheit ist. 
Die {\displaystyle n} Nullstellen des Tschebyschow-Polynoms {\displaystyle T_{n}(x)} sind gegeben durch
{\displaystyle \cos \left({\tfrac {2j+1}{2n}}\,\pi \right)\quad \mathrm {f{\ddot {u}}r} \quad j=0,\ldots ,n-1.}
Daraus ergibt sich die faktorisierte Darstellung der Tschebyschow-Polynome
{\displaystyle T_{n}(x)=2^{n-1}\left(x-\cos \left({\frac {1}{2n}}\pi \right)\right)\left(x-\cos \left({\frac {3}{2n}}\pi \right)\right)\ldots \left(x-\cos \left({\frac {2n-1}{2n}}\pi \right)\right).}
Die {\displaystyle n-1} relativen Extrema von {\displaystyle T_{n}(x)} liegen bei
{\displaystyle \cos \left({\tfrac {j}{n}}\,\pi \right)\quad \mathrm {f{\ddot {u}}r} \quad j=1,\ldots ,n-1}
und haben abwechselnd die Werte 1 und −1.
Tschebyschow-Polynome {\displaystyle T_{n}(x)} sind im geschlossenen Intervall {\displaystyle [-1,1]} orthogonal bezüglich des gewichteten Skalarproduktes
{\displaystyle \langle f,g\rangle =\int _{-1}^{1}f(x)\cdot g(x)\cdot {\frac {1}{\sqrt {1-x^{2}}}}\,\mathrm {d} x}
Man kann sich diese daher auch über das Gram-Schmidtsche Orthogonalisierungsverfahren (mit Normierung) herleiten.

### Anwendungen
In der Filtertechnik werden die Tschebyschow-Polynome bei den Tschebyscheff-Filtern verwendet.
Bei der Polynominterpolation zeichnen sich diese Polynome durch einen sehr günstigen, gleichmäßigen Fehlerverlauf aus. Dazu sind als Interpolationsstellen die geeignet verschobenen Nullstellen des Tschebyschow-Polynoms passenden Grades zu verwenden.
Wegen ihrer Minimalität bilden sie auch die Grundlage für die Tschebyschow-Iteration und für Fehlerschranken bei Krylow-Unterraum-Verfahren für Lineare Gleichungssysteme.

## Tschebyschow-Polynome zweiter Art

Tschebyschow-Polynome zweiter Art der Ordnung 0 bis 5.

Auch die Tschebyschow-Polynome zweiter Art {\displaystyle U_{n}(x)} werden über eine rekursive Bildungsvorschrift definiert:
{\displaystyle {\begin{aligned}U_{0}(x)&=1\\U_{1}(x)&=2x\\U_{n+1}(x)&=2xU_{n}(x)-U_{n-1}(x),\end{aligned}}}
bemerkenswerterweise mit derselben Rekursionsbeziehung wie die {\displaystyle T_{n}}. Und diese Rekursionsbeziehung gilt mit
  {\displaystyle U_{-1}(x)=0}
auch für {\displaystyle n=0}.
Es gilt
{\displaystyle {\begin{aligned}U_{n}(x)&=\sum _{p=0}^{\frac {n}{2}}(-1)^{\frac {n}{2}}{\frac {\prod _{k=0}^{2p-1}\left(n-2k+2p\right)}{(2p)!}}x^{2p}\\&=\pm 1\mp {n\left(n+2\right) \over 2!}\,x^{2}\pm {\left(n-2\right)n\left(n+2\right)\left(n+4\right) \over 4!}\,x^{4}\mp {\left(n-4\right)\left(n-2\right)n\left(n+2\right)\left(n+4\right)\left(n+6\right) \over 6!}\,x^{6}\pm \cdots \end{aligned}}}
für gerade {\displaystyle n} und
{\displaystyle {\begin{aligned}U_{n}(x)&=\sum _{p=0}^{\frac {n+1}{2}}(-1)^{\frac {n-1}{2}}{\frac {\prod _{k=0}^{2p-1}\left(n-2k+2p+1\right)}{(2p+1)!}}x^{2p+1}\\&=\pm {n+1 \over 1!}\,x\mp {\left(n+1\right)\left(n+3\right) \over 3!}\,x^{3}\pm {\left(n+1\right)\left(n+3\right)\left(n+5\right) \over 5!}\,x^{5}\mp \cdots \end{aligned}}}
für ungerade {\displaystyle n}.
Ist {\displaystyle U_{n}(x)=\sum _{i=0}^{n}a_{n,i}x^{i}=a_{n,n}x^{n}+\cdots +a_{n,1}x+a_{n,0}} die Darstellung des Tschebyschow-Polynoms, dann gilt für die Koeffizienten:
{\displaystyle a_{n,i}=2a_{n-1,i-1}(x)-a_{n-2,i}}
Für alle geraden {\displaystyle n} ist {\displaystyle a_{n,i}=0} für alle ungeraden Indexe {\displaystyle i} und für alle ungeraden {\displaystyle n} ist {\displaystyle a_{n,i}=0} für alle geraden Indexe {\displaystyle i}.
Die erzeugende Funktion für {\displaystyle U_{n}} ist:
{\displaystyle \sum _{n=0}^{\infty }U_{n}(x)t^{n}={\frac {1}{1-2tx+t^{2}}}}
Die ersten acht Polynome dieser Art sind:
{\displaystyle {\begin{aligned}U_{0}(x)&=1\\U_{1}(x)&=2x\\U_{2}(x)&=4x^{2}-1\\U_{3}(x)&=8x^{3}-4x\\U_{4}(x)&=16x^{4}-12x^{2}+1\\U_{5}(x)&=32x^{5}-32x^{3}+6x\\U_{6}(x)&=64x^{6}-80x^{4}+24x^{2}-1\\U_{7}(x)&=128x^{7}-192x^{5}+80x^{3}-8x\end{aligned}}}
Mit Hilfe der trigonometrischen Funktionen sind die Tschebyschow-Polynome zweiter Art zunächst nur für {\displaystyle \theta \in \mathbb {R} \setminus \pi \mathbb {Z} } darstellbar als
{\displaystyle U_{n}(\cos \theta )={\frac {\sin {\big (}(n+1)\theta {\big )}}{\sin \theta }},}
wegen der stetigen Hebbarkeit an diesen Stellen aber für alle {\displaystyle \theta \in \mathbb {R} }.
Diese Formel hat große strukturelle Ähnlichkeit zum Dirichlet-Kern {\displaystyle D_{n}(x)}:
{\displaystyle D_{n}(x)={\frac {\sin \left((2n+1){\dfrac {x}{2}}\right)}{\sin {\dfrac {x}{2}}}}=U_{2n}\left(\cos {\frac {x}{2}}\right).}
Nimmt man Hyperbelfunktionen mit hinzu, dann ist für {\displaystyle x\in \mathbb {R} \setminus \{-1,1\}}
{\displaystyle U_{n}(x)={\begin{cases}\sin \left((n+1)\,\arccos x\right)/{\sqrt {1-x^{2}}}&{\text{für}}\quad |x|<1\\\sinh \left((n+1)\,\operatorname {arcosh} \,x\right)/{\sqrt {x^{2}-1}}&{\text{für}}\quad |x|>1\end{cases}}}
Tschebyschow-Polynome {\displaystyle U_{n}(x)} sind im abgeschlossenen Intervall {\displaystyle [-1,1]} orthogonal bezüglich des gewichteten Skalarproduktes
{\displaystyle \langle f,g\rangle =\int _{-1}^{1}f(x)\cdot g(x)\cdot {\sqrt {1-x^{2}}}\,\mathrm {d} x}

## Historie
Erstmals veröffentlichte Tschebyschow seine Untersuchungen zu den Tschebyschow-Polynomen 1859 und 1881 in folgenden Aufsätzen:
- Sur les questions de minima qui se rattachent a la représentation approximative des fonctions. Oeuvres Band I, 1859, S. 273–378.
- Sur les fonctions qui s'écartent peu de zéro pour certaines valeurs de la variable. Oeuvres Band II, 1881, S. 335–356.

## Clenshaw-Algorithmus
In der numerischen Mathematik werden Linearkombinationen von Tschebyschow-Polynomen mit dem Clenshaw-Algorithmus ausgewertet.